# Bausznern Guidó
Bausznern Guidó (Komárom, 1839. augusztus 25. – Nagyszeben, 1917. augusztus 23.) erdélyi szász politikus, országgyűlési képviselő, Fogaras vármegye főispánja.

## Életrajza
1839-ben született Komáromban. Iskoláit Erdélyben, Nagyszebenen végezte némi megszakítással, mivel 1856-ban belépett a hadseregbe, ahol dzsidás-tisztként szolgált 1860-ig. Ekkor leszerelt és beiratkozott a nagyszebeni jogi akadémiára. A diploma megszerzése után érdeklődése a politika és a publicisztika felé fordult.
A kiegyezéskor az újonnan szerveződő honvédségbe kért és kapott felvételt, mint lovastiszt. Mivel a porosz–francia háború kitörésekor nyíltan a poroszok mellett állt ki, a további összeütközések elkerülése végett 1871-ben kilépett a honvédségből és végképp a politika felé fordult, 19 éven át volt országgyűlési képviselő. Először 1872 februárjában, Kőhalomszéken választották meg Deák-párti programmal. Ezt követően 1875-ben Medgyesszék, majd 1878-ban, 1881-ben, 1884-ben és 1887-ben Nagy-Küküllő vármegye szentágotai kerülete küldte a parlamentbe szabadelvű programmal. Utóbbi mandátumáról Fogaras vármegye főispánjává történő kinevezése okán lemondott. 1879-től a delegáció tagjaként szorgalmazta a Németországgal való szövetséget. 1880-ban a delegációban a két állam közti gazdasági unió mellett szólalt fel, melynek ügyében Bismarckkal is levelezett. 1890-ben a Deutschland und Oesterreich-Ungarn című írásában nyomtatásban is kifejtette ez irányú véleményét.
Ugyan sohasem tagadta meg erdélyi szász származását, a szász politikusok között mindig is a magyar nemzeti érdekek legbuzgóbb és leghatározottabb híve volt. Mint ilyen, alapító tagja volt az Erdélyi Magyar Közművelődési Egyesületnek (EMKE) is. A kormány iránti lojalitását pártja ki is használta a magyarizáció miatt felkorbácsolt indulatok csitítására, s mint „nemzetiségit” 1891-ben a román többségű Fogaras vármegye főispánjává nevezték ki. A tisztséget 16 éven át, 1907-es nyugdíjazásáig viselte. Visszavonulása után családja körében előbb Fogarason, majd Nagyszebenben élt.